# Сергій Хачатрян
Сергій Володимирович Хачатрян (вірм. Սերգեյ Խաչատրյան ; нар.. 5 квітня 1985, Єреван, Вірменська РСР) — вірменський скрипаль. Заслужений артист Республіки Вірменія (2012).

## Біографія
Народився 1985 року в сім'ї піаністів Ірини Ованесян та Володимира Хачатряна. Грою на скрипці почав займатися у Музичній школі імені Саят-Нови у класі професора Петроса Айказяна. Надалі навчався у Вюрцбурзі у Григорія Жисліна, потім у Вищій школі музики Карлсруе у Йосипа Рісіна. З 1993 року живе у Німеччині.
2000 року завоював І премію на VIII Міжнародному конкурсі ім. Яна Сібеліуса в Гельсінкі, став наймолодшим лауреатом за всю історію конкурсу. У 2005 році йому було присуджено І премію на конкурсі Королеви Єлизавети в Брюсселі . Після цього успіху отримав право протягом чотирьох років грати на скрипці «Хаггінс» (1708) Страдіварі, був прийнятий президентом Вірменії Робертом Кочаряном.
Виступає з найкращими оркестрами світу, у тому числі з симфонічним оркестром Маріїнського театру під керуванням Валерія Гергієва. Записав скрипкові концерти Яна Сібеліуса, Дмитра Шостаковича, Арама Хачатуряна. У жовтні 2011 року отримав у Берліні премію Prix Montblanc як видатний молодий скрипаль сучасності. У січні 2014 року отримав нагороду як Найкращий молодий музикант року за версією швейцарського банку Credit Suisse, присуджену журі на чолі з виконавчим та мистецьким керівником Люцернського фестивалю Міхаелем Хефлігером. Нагорода також передбачала участь скрипаля у концерті з Віденським філармонічним оркестром під керівництвом диригента Густаво Дудамеля. Разом з цим Хачатрян отримав приз у розмірі 75 000 швейцарських франків (це одна з найдорожчих нагород у музичній сфері).